# Lecanodiaspis zygophylli
Lecanodiaspis zygophylli är en insektsart som beskrevs av Hodgson 1973. Lecanodiaspis zygophylli ingår i släktet Lecanodiaspis och familjen Lecanodiaspididae.
Artens utbredningsområde är Mauretanien. Inga underarter finns listade i Catalogue of Life.